# Trójka (bilard)

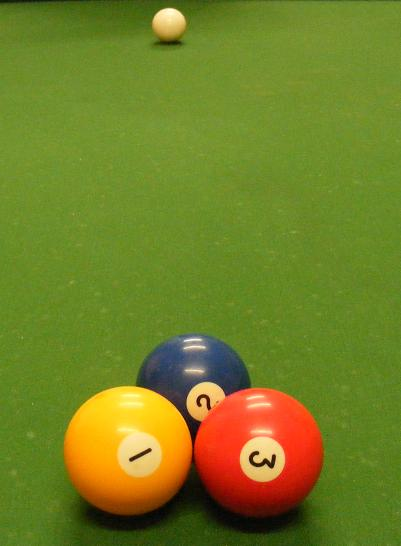
Ustawienie bil do trójki. Kolejność bil w trójkącie nie gra roli.

Trójka (ang.: three-ball) to gra bilardowa rozgrywana na stole do ósemki uważana za grę treningową. Gra przeznaczona jest dla dowolnej ilości osób, włącznie z jedną.

## Używane bile
Używa się czterech bil: białej oraz trzech oznaczonych numerami od 1 do 3.

## Ustawienie początkowe
Bile numerowane ustawia się w czubku trójkąta, białą ustawia gracz w polu bazy.

## Cel gry
Wbić wszystkie trzy bile w jak najmniejszej ilości uderzeń.

## Zasady
Gracz w swej turze rozbija, a następnie wbija wszystkie bile. Zmiana tury następuje dopiero po wbiciu przez gracza wszystkich bil. Po faulu gracz nie otrzymuje białej bili do ręki, zamiast tego dopisuje się mu dodatkowe uderzenie. Po wbiciu białej bili gracz musi ustawić ją w polu bazy, a następnie uderzyć tak, aby bila biała przed kontaktem z innymi bilami lub bandą minęła linię bazy. Gracz z najmniejszą liczbą uderzeń wygrywa.